# Ludvik Novak (duhovnik)
Ludvik Novak, slovenski evangeličanski duhovnik, senior * 6. junij 1930, Černelavci, † 21. januar 1997, Maribor.

## Življenje in delo
Novak je leta 1958 diplomiral na dunajski evangeličanski teološki fakulteti in prav tam 1982 tudi magistriral. V letih 1958−1977 je bil pastor slovensko-madžarske verske skupnosti v Hodošu, leta 1978 pa je postal pastor verske občine (gmajne) v Murski Soboti do smrti leta 1997. Leta 1971 je postal senior Evangeličanske cerkve v Sloveniji in to službo opravljal do leta 1995, ko ga je nasledil Geza Erniša. Leta 1982 mu je bil na evangeličanski teološki fakulteti na Dunaju podeljen akademski naslov »Magister theologiae«.
Leta 1969 je v prekmurščini (prekmurskem knjižnem jeziku) izdal molitvenik Na poti življenja, poleg tega je v periodičnem tisku vseskozi objavljal prispevke informativne in teološko-pastoralne vsebine. Med leti 1971/72 in 1995 je urejal tudi Evangeličanski koledar.   
Njegov sin, Leon Novak je kasneje postal njegov naslednik kot škof Evangeličanske cerkve v Republiki Sloveniji.